# John Sirica
John Sirica (Waterbury, 19 de março de 1904 — Waterbury, 14 de agosto de 1992) foi o juiz principal que avaliou o caso Watergate em Washington, D.C.. Devido a isso, foi eleito pela revista de notícia Time como Pessoa do Ano em 1973.